# Ашимов, Абдыкаппар Ашимович
Абдыкаппар Ашимович Ашимов (род. 1 января 1937) — казахстанский учёный в области автоматизированных систем управления, ректор Казахского политехнического института, академик НАН РК (2003).

## Биография
Родился 1 января 1937 г. в с. Берлик Коктерекского района Джамбулской области.
Окончил Казахский политехнический институт по специальности «Автоматизация металлургических процессов» (1960). Работал там же — старший преподаватель, доцент, профессор, зав. кафедрой, научный руководитель проблемной лаборатории «Автоматизированные системы управления», с 1976 по 1985 г. ректор.
Заместитель директора Института математики АН Казахской ССР (1985—1991), основатель и первый директор Института проблем информатики и управления НАН РК (1991—1994), председатель ВАК (с 1995 г. — ГАК) РК (1994—1997).
С 1997 г. зав. лабораторией Института проблем информатики и управления Министерства образования и науки Республики Казахстан.
Доктор технических наук (1972), профессор (1973), член-корреспондент АН Казахской ССР (1989), академик НАН РК (2003).
Главные сферы научной деятельности:
- теория согласованного управления активными производственными системами.
- статистическая теория автоматических систем с динамической частотно-импульсной модуляцией.
- теория систем автоматического управления с изменяющейся конфигурацией.

Основоположник казахстанской научной школы в области теории систем управления и технической кибернетики. Под его научным руководством защищено 43 кандидатские диссертации, среди его учеников 8 докторов наук.
Автор более 300 научных работ, в том числе 15 монографий, 15 сборников трудов. Получил 15 патентов на изобретения.
Лауреат премии Совета Министров КазССР в области науки и техники (1989). Заслуженный деятель науки КазССР (1989). Награждён орденами Дружбы народов (1981), «Парасат» (08.12.2006), «Барыс» II степени (2012).
Основные публикации:
- Ашимов А. А., Буровой И. А. и др. Автоматизированная система управления технологическими процессами производства серной кислоты из отходящих газов. — М.: Металлургия, 1977. — 218 с.
- Ашимов А. А., Мамиконов А. Г., Кульба В. В. Оптимальные модульные системы обработки данных. — Алма-Ата: Наука, 1981. — 187 с.
- Ашимов А. А., Бурков В. Н., Джапаров Б. А., Кондратьев В. В. Согласованное управление активными производственными системами. — М.: Наука, 1986. — 247 с.
- Александров А. Г., Артемьев В. М., Афанасьев В. Н., Ашимов А. А., Красовский А. А. и др. (под редакцией Красовского А. А.). Справочник по теории автоматического управления. — М.: Наука, 1987. — 711 с.
- Попков Ю. С., Ашимов А. А., Асаубаев К. Ш. Статистическая теория автоматических систем с динамической частотно-импульсной модуляцией. — М.: Наука, 1988. — 254 с.
- Мамиконов А. Г., Ашимов А. А., Кульба В. В. и др. Оптимизация структур данных в АСУ. — М.: Наука, 1988. — 255 с.
- Ашимов А. А., Соколова С. П. Введение в теорию систем автоматического управления с изменяющейся конфигурацией. — Алматы: Гылым, 1993. — 176 с.
- Ашимов А. А., Аяганов Е. Т., Соколова С. П. Системы автоматического управления с изменяющейся конфигурацией для объектов с запаздыванием. — Алматы: Гылым, 1995. — 167 с.